# Azul y no tan rosa
Azul y no tan rosa és una pel·lícula veneçolana, amb coproducció espanyola, estrenada al novembre de 2012. És l'òpera preval de l'actor i director Miguel Ferrari. Va ser la primera pel·lícula veneçolana a guanyar el Premi Goya a la millor pel·lícula hispanoamericana de 2013. El film aborda temes polèmics com la homosexualitat, transsexualitat i violència de gènere. Es va estrenar a Veneçuela el 27 de novembre de 2012.

## Sinopsi
Aquesta pel·lícula és una invitació al respecte i a la tolerància cap a altres persones, així com també a la no discriminació per condició social, religió, orientació sexual, origen ètnic, paternitat prematura; així com fills amb pares divorciats, entre altres factors.
La història narra sobre Diego Martínez, amb 31 anys és un reeixit fotògraf d'arts i modes de Caracas, qui als 15 anys va mantenir relacions sexuals amb una amiga del col·legi i la va deixar embarassada. Neix un nen (Armando) i els 3 viuen com a família durant uns 10 anys fins al moment quan Diego i Valentina se separen cosa que indueix a Valentina (mare d'Armando) emigrar a Espanya al costat del seu fill Armando a la recerca d'un futur millor.
Diego no va ser un pare molt responsable gairebé mai parlava amb el seu fill per telèfon. Així que quan Diego decideix formalitzar la seva relació amb Fabrizio di Giaccomo (un reconegut gineco-obstetre d'una família conservadora d'origen italià) i se'n va a viure amb ell, de manera inesperada Diego es veu obligat a fer-se càrrec del seu fill Armando, un adolescent de gairebé 16 anys ple de complex, baixa autoestima i en una certa forma insegur de si mateix que torna d'Espanya perquè no ha vist a Diego durant més de 5 anys. El noi arriba amb una maleta carregada de retrets contra el seu pare pel fet d'haver-lo deixat abandonat. De manera que a Diego no li resultarà fàcil restablir una relació afectiva amb ell. No obstant això, Diego compta amb una família tradicional en certa manera liberal també d'origen espanyol; així com també estan els seus amics, que són la seva família escollida: Cristóbal, Perla Marina i Delirio (un transgènere) que el secunden a través de moments crucials. Una d'elles quan un grup de radicals homòfobs li propinen a Fabrizio una brutal pallissa que el deixa en coma i mor.
D'altra banda, es mostra el costat humà i lluitador de Diego qui brinda suport a la seva assistent Perla Marina qui és víctima de violència domèstica per part d'Ivan (el seu promès), així com a Delirio a qui recolza anant a les seves presentacions en xou travestit per a recaptar fons per als seus esdeveniments de coreografia, i a més en el seu afany de fer justícia aconsegueix les proves que incriminen Racso com a responsable de la mort del Dr. Fabrizio di Giaccomo.
Armando, per part seva, ha d'aprendre a tenir confiança en mateix, i acceptar-se així mateix tal qual com ell és i acostar-se a les noies sense pensar a ser rebutjat o no; i pel mateix fet de créixer a Madrid i amb mentalitat més oberta, aprendre a voler i acceptar al seu pare -homosexual- respectar les seves decisions, gustos i estil de vida sense ser tan hostil.
La pel·lícula culmina amb el retorn d'Armando a Madrid després d'haver romàs a Caracas alguns mesos on es restableix la relació pare-fill entre Armando i Diego.

## Repartiment
El repartiment d' Azul y no tan rosa està compost per Guillermo García com Diego, Hilda Abrahamz com la transsexual Delirio, el jove actor espanyol Ignacio Montes qui encarna al fill de Diego, al costat d'un elenc conformat per reconeguts actors veneçolans de la televisió i el teatre.
| Guillermo García Alvarado | Diego           |
| Ignacio Montes            | Armando         |
| Hilda Abrahamz            | Delirio del Río |
| Carolina Torres           | Perla Marina    |
| Alexander Da Silva        | Racso           |
| Sócrates Serrano          | Fabrizio        |
| Elba Escobar              | Rocío           |
| Juan Jesus Valverde       | Paco            |
| Juan Carlos Lares         | Cristóbal       |
| Beatriz Valdés            | Estrellita      |
| Daniela Alvarado          | Patricia        |
| Oscar Gil                 | Anibal          |
| Mauricio Gómez Amoretti   | Kevin           |
| Aroldo Betancourt         | Luis Fernando   |
| William Goite             | Elvys           |
| Ivan González Roa         | Paquito         |

## Recepció
La pel·lícula va ser catalogada com una de les millors pel·lícules del cinema veneçolà, tant així que la seva durada en la cartellera dels cinemes va ser de gairebé vuit mesos, amb una excel·lent taquilla amb més de 600.000 espectadors.

## Premis
- 2014. Premi Goya a Millor pel·lícula estrangera de parla hispana.[6][7]
- 2014. Festival Pink Apple (Suïssa): Premi del Públic.
- 2014. Festival Face à Face (Saint-Etienne, França): Premi del públic.